# Leppington
Leppington – osada w Anglii, w hrabstwie North Yorkshire, w dystrykcie (unitary authority) North Yorkshire, w civil parish Scrayingham. Leży 11 km od miasta Malton. W 1931 roku civil parish liczyła 74 mieszkańców. Leppington jest wspomniana w Domesday Book (1086) jako Lepinton.